# Crucea Eroilor de pe dealul Perchiu
Crucea Eroilor de pe dealul Perchiu din Onești este o cruce-monument ce se află în rândul celor mai importante obiective turistice ale orașului.
Scheletul metalic al crucii a fost construit la Zemeș în anul 1999 și adus cu ajutorul unui elicopter militar al MApN, fiind montat prin folosirea unui sistem de scripeți și pârghii, pe un soclu din beton. Structura a fost ridicată în punctul cel mai înalt al dealului Perchiu, la altitudinea de 398 m, înălțimea întregului ansamblu fiind de 30 de metri. Din primăvara anului 2001, întreaga construcție este luminată electric.
În fundația crucii a fost încorporat un cilindru din metal în interiorul căruia, într-un tub de sticlă vidat, a fost pus un document oficial ce cuprinde anul construcției și numele celor care au contribuit la ridicarea monumentului.
Aceasta se află în proprietatea primăriei Onești.
De asemenea, mai există o stație radio cu o antenă aflată în proprietatea Serviciului de Telecomunicații Speciale cu patru emițătoare radio pentru patru posturi radio comerciale, în regim de subcontractori ai primăriei Onești. Crucea și stația radio sunt alimentate de o rețea electrică de joasă tensiune.
De la data de 30 iunie 2004, ora 16:15 a fost inaugurată emisia postului de radio Trinitas pe frecvența 88,40 MHz de la stația aflată pe vârful dealului Perchiu în prezența Mitropolitului Daniel. Pornirea emisiei de la Onești este în legătură cu omagierea a 500 de ani de la moartea lui Ștefan cel Mare, moment în care postul de radio și-a extins rețeaua terestră de emițătoare de la nivel local la nivel regional.
În iulie 2020 crucea a fost vandalizată de persoane necunoscute, care au intervenit la tabloul electric și fundația obiectivului.